# بطولة باريس المفتوحة 1979 - الفردي
في بطولة باريس المفتوحة 1979 - الفردي فاز الأمريكي هارولد سولومون بلقب البطولة بعد فوزه على الإيطالي كورادو بارازوتي في المباراة النهائية بنتيجة 6–3، 2–6، 6–3، 6–4.

## التوزيع
| 1. هارولد سولومون (البطل) 2. براين غوتفريد (نصف النهائي) 3. كورادو بارازوتي (النهائي) 4. فنسنت فان باتن (نصف النهائي) | 1. راؤول راميريز (ربع النهائي) 2. باسكال بورتس (ربع النهائي) 3. جان لويس هايليه (ربع النهائي) 4. جان فرانسوا كاوجول (ربع النهائي) |

## المباريات

### مفتاح
- Q = متأهل Qualifier
- WC = وايلد كارد Wild Card
- LL = خاسر محظوظ Lucky Loser
- Alt = بديل Alternate
- SE = Special Exempt
- PR = تصنيف محمي Protected Ranking
- w/o = فوز سهل Walkover
- r = انسحاب Retired
- d = Defaulted
- SR = Special ranking
- ITF = ITF entry
- JE = Junior exempt

- تنبيه: The النهائي was the best of 5 sets while all other rounds were the best of 3 sets.

### النهائي
| النهائي |                 |   |   |   |   |  |
|         |                 |   |   |   |   |  |
| 1       | هارولد سولومون  | 6 | 2 | 6 | 6 |  |
| 3       | كورادو بارازوتي | 3 | 6 | 3 | 4 |  |